# Ageneiosus
Ageneiosus — рід риб з підродини Auchenipterinae родини Auchenipteridae ряду сомоподібних. Має 9 видів.

## Опис
Загальна довжина представників цього роду коливається від 4,8 до 59 см. Голова витягнута, морда трохи піднята догори (у різних видів кирпатість різна). Очі невеличкі. У цих сомів відсутні вуса. Очі доволі великі. Тулуб широкий, масивний. Спинний плавець піднято догори, він вузький, з короткою основою. Жировий плавець маленький. Грудні плавці широкі, з короткою основою. Черевні плавці високі. Анальний плавець довгий. Хвостовий плавець помірно широкий, доволі короткий, слабко розрізаний.
Забарвлення сріблясте, синювате або коричнювате. Зазвичай голова та плавці значно темніше. Деякі вкриті поперечними смугами.

## Спосіб життя
Воліють заболочені ділянки річок зі слабкою течією. Обирають для проживання головні русла річок, їх притоки (A. marmoratus). Активні переважно у присмерку та вночі. Живляться великими водними безхребетними і рибою.
Є об'єктом місцевого рибальства.

## Розповсюдження
Мешкають від Гаяни до центрально-східної Аргентини (басейну річки Ла-Плата). Один вид зустрічається у Центральній Америці.

## Види
- Ageneiosus inermis
- Ageneiosus magoi
- Ageneiosus marmoratus
- Ageneiosus militaris
- Ageneiosus pardalis
- Ageneiosus polystictus
- Ageneiosus ucayalensis
- Ageneiosus uranophthalmus
- Ageneiosus vittatus